# Гімнастика на літніх Олімпійських іграх 2012
У програмі змагань з гімнастики на літніх Олімпійських іграх 2012 були три дисципліни: спортивна гімнастика, художня гімнастика й стрибки на батуті.

## Медалі

### Загальний медальний залік
| Місце  | Країна          | Золото | Срібло | Бронза | Загалом |
| ------ | --------------- | ------ | ------ | ------ | ------- |
| 1      | КНР             | 5      | 4      | 3      | 12      |
| 2      | Росія           | 3      | 5      | 4      | 12      |
| 3      | США             | 3      | 1      | 2      | 6       |
| 4      | Японія          | 1      | 2      | 0      | 3       |
| 5      | Румунія         | 1      | 1      | 1      | 3       |
| 6      | Бразилія        | 1      | 0      | 0      | 1       |
| 6      | Канада          | 1      | 0      | 0      | 1       |
| 6      | Угорщина        | 1      | 0      | 0      | 1       |
| 6      | Південна Корея  | 1      | 0      | 0      | 1       |
| 6      | Нідерланди      | 1      | 0      | 0      | 1       |
| 11     | Німеччина       | 0      | 3      | 0      | 3       |
| 12     | Велика Британія | 0      | 1      | 3      | 4       |
| 13     | Білорусь        | 0      | 1      | 1      | 2       |
| 14     | Італія          | 0      | 0      | 2      | 2       |
| 15     | Франція         | 0      | 0      | 1      | 1       |
| 15     | Україна         | 0      | 0      | 1      | 1       |
| Всього | Всього          | 18     | 18     | 18     | 54      |

### Спортивна гімнастика

#### Чоловіки
| Дисципліна                   | Золото                                                      | Срібло                                                                             | Бронза                                                                             |
| ---------------------------- | ----------------------------------------------------------- | ---------------------------------------------------------------------------------- | ---------------------------------------------------------------------------------- |
| Командні змагання детальніше | Китай (CHN) Чень Ібін Фен Чже Го Вейян Чжан Ченлун Цзоу Кай | Японія (JPN) Рьохей Като Кадзухіто Танака Юсуке Танака Кохей Утімура Кодзі Ямамуро | Велика Британія (GBR) Сем Олдем Деніел Первіс Луїс Сміт Крістіан Томас Макс Вітлок |
| Абсолютний залік детальніше  | Кохей Утімура · Японія (JPN)                                | Марсель Нгуєн · Німеччина (GER)                                                    | Данелл Лейва · США (USA)                                                           |
| Вільні вправи детальніше     | Цзоу Кай · Китай (CHN)                                      | Кохей Утімура · Японія (JPN)                                                       | Денис Аблязін · Росія (RUS)                                                        |
| Кінь детальніше              | Крістіан Беркі · Угорщина (HUN)                             | Луїс Сміт · Велика Британія (GBR)                                                  | Макс Вітлок · Велика Британія (GBR)                                                |
| Кільця детальніше            | Артур Занетті · Бразилія (BRA)                              | Чень Ібін · Китай (CHN)                                                            | Маттео Моранді · Італія (ITA)                                                      |
| Опорний стрибок детальніше   | Ян Хак Сон · Південна Корея (KOR)                           | Денис Аблязін · Росія (RUS)                                                        | Ігор Радівілов · Україна (UKR)                                                     |
| Бруси детальніше             | Фен Чже · Китай (CHN)                                       | Марсель Нгуєн · Німеччина (GER)                                                    | Амільтон Сабо · Франція (FRA)                                                      |
| Перекладина детальніше       | Епке Зондерланд · Нідерланди (NED)                          | Фаб'ян Гамбюхен · Німеччина (GER)                                                  | Цзоу Кай · Китай (CHN)                                                             |

#### Жінки
| Дисципліна                   | Золото                                                                      | Срібло                                                                                      | Бронза                                                                               |
| ---------------------------- | --------------------------------------------------------------------------- | ------------------------------------------------------------------------------------------- | ------------------------------------------------------------------------------------ |
| Командні змагання детальніше | США (USA) Геббі Дуглас Джордин Вібер Елі Рейсмен Кайла Росс Маккейла Мероні | Росія (RUS) Алія Мустафіна Вікторія Комова Ксенія Афанасьєва Анастасія Гришина Марія Пасека | Румунія (ROU) Кетеліна Понор Ларіса Йордаке Діана Булімар Сандра Ізбаша Діана Келару |
| Абсолютний залік детальніше  | Геббі Дуглас · США (USA)                                                    | Вікторія Комова · Росія (RUS)                                                               | Алія Мустафіна · Росія (RUS)                                                         |
| Опорний стрибок детальніше   | Сандра Ізбаша · Румунія (ROU)                                               | Маккейла Мероні · США (USA)                                                                 | Марія Пасека · Росія (RUS)                                                           |
| Різновисокі бруси детальніше | Алія Мустафіна · Росія (RUS)                                                | Хе Кесінь · Китай (CHN)                                                                     | Елізабет Тведдл · Велика Британія (GBR)                                              |
| Колода детальніше            | Ден Ліньлінь · Китай (CHN)                                                  | Суй Лу · Китай (CHN)                                                                        | Елі Рейсмен · США (USA)                                                              |
| Вільні вправи детальніше     | Елі Рейсмен · США (USA)                                                     | Кетеліна Понор · Румунія (ROU)                                                              | Алія Мустафіна · Росія (RUS)                                                         |

### Художня гімнастика
| Дисципліна          | Золото | Срібло | Бронза                                                                                                  |
| ------------------- | --- | --- | --- |
| Групові детальніше  | Росія (RUS) Ксенія Дудкіна Аліна Макаренко Уляна Донскова Анастасія Близнюк Кароліна Севастьянова Анастасія Назаренко | Білорусь (BLR) Марина Гончарова Анастасія Іванкова Наталія Лещик Олександра Наркевич Ксенія Санкович Аліна Тумилович | Італія (ITA) Еліза Бланкі Роміна Лауріто Марта Паньїні Еліза Сантоні Анжеліка Савраюк Андрея Стефанеску |
| Особисті детальніше | Євгенія Канаєва · Росія (RUS)                                                                                         | Дарія Дмитрієва · Росія (RUS)                                                                                        | Любов Черкашина · Білорусь (BLR)                                                                        |

### Стрибки на батуті
| Змагання            | Золото                        | Срібло                      | Бронза                   |
| ------------------- | ----------------------------- | --------------------------- | ------------------------ |
| Чоловіки детальніше | Дун Дун · Китай (CHN)         | Дмитро Ушаков · Росія (RUS) | Лу Чуньлун · Китай (CHN) |
| Жінки детальніше    | Розі Макленнан · Канада (CAN) | Хуан Шаньшань · Китай (CHN) | Хе Веньна · Китай (CHN)  |